# Justin Dede Kodro
Pour l’article homonyme, voir Kodro.
Justin Dede Kodoro, né le 17 juillet 1977 à Duranga dans la province du Nord-Ubangi, est un homme politique de la République Démocratique du Congo. Élu député national de la circonscription de Yakoma du regroupement politique AABC CODE

## Biographie
Il est ingénieur en électricité et député national de la circonscription électorale de Yakoma durant 5 ans dans le premier mandat de Felix Antoine TSHISEKEDI.

## Carrière Professionnelle
Élu député national dans la circonscription de Yakoma dans la province du Nord-Ubangi, Fondateur de ASBL dénommée GDK (Génération Dédé Kodoro) implantée dans la ville de Gbado Lite.
Justin DEDE a été élu comme député national sous le premier mandat de son excellence Félix Antoine TSHISEKEDI.
DEDE Kodoro est un député national  de la circonscription électorale de Yakoma et initiateur d'un partir politique s'intitule Agir pour le Développement du Congo Nouveau 
Face au drame intervenu au niveau du marché de Matadi Kibala où un câble de la ligne haute tension s’est coupé et tué 25 personnes, Déde Kodoro a fait savoir qu’il n’appartient pas aux députés de faire des réactions à chaud dans ce genre de situations, et ils agissent aux dirigeants des enquêtes.
Il est aussi Ingénieur en Electricité et aussi ancien cadre de la SNEL souligne que le communiqué publié par la SNEL était de justifier un coup dépoudre qui aurait détaché le câble électrique est confectionné dans la précipitation semble caché une chose cet marché.

## La réponse de dossier d'annulation des élections de Yakoma
En date du 27 Janvier 2024, il est porté à une accusation grave à l'encontre du député national honoraire et Conseil d'Administration de la SNEL en disant qu'il est entretenir avec une milice et d'avoir élu à la base des troubles et de violences dans le territoire de Yakoma. Lors du déroulement des élections générales du 20 Décembre dernier, cette élection qui ont été annulées par la Circonscription Electorale Indépendante.
En prévision, la reprise de l’organisation des élections législatives nationales et provinciales, dans les circonscriptions de Yakoma et Masimanimba, la CENI organise à partir de ce lundi 11 novembre à Kinshasa, un cadre de concertation et cette activité est organisée à l’intention des partis et regroupements politiques ayant compéti aux élections du 20 décembre 2023 dans ces deux circonscriptions électorales.
Il insiste sur l'importance d'un comportement pacifique et responsable pendant les élections, afin de ne pas pénaliser davantage le territoire de Yakoma, qui est actuellement sans représentants dans les institutions électives du pays. Il a déclaré : « La population doit comprendre qu’on organise les élections-là pour elle, elle doit avoir un comportement digne et aller choisir dans la paix. Le désordre, la population doit éviter de s’en prendre aux matériels de la CENI et ils doivent aussi éviter que les troubles surviennent encore dans la réorganisation ».

## La sortie officielle de son parti politique
L'ADCN était officiellement sortie le 17 Janvier 2023, et il avait prie cette date en raison de se souvenir la date de l'assassinat du tout premier ministre de la RDC devenu indépendant.